# Dżildżilijja
Dżildżilijja (arab. ‏جلجيليا‎, Ǧilǧīliyyā) – wieś w Palestynie, w muhafazie Ramallah i Al-Bira. Według danych szacunkowych Palestyńskiego Centralnego Biura Statystycznego w 2016 roku miejscowość liczyła 948 mieszkańców.